# 대한독립군단

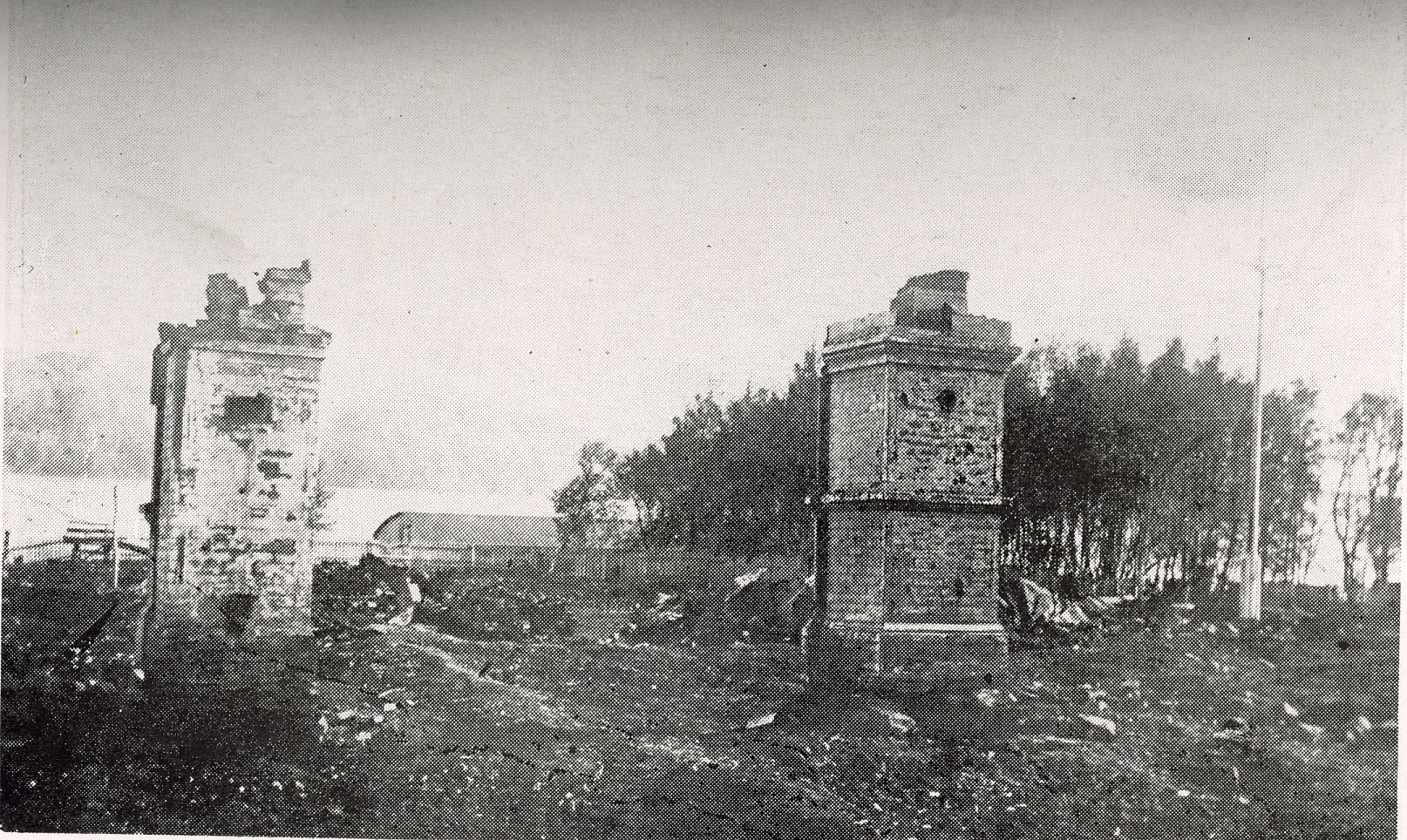
니콜라옙스크 사건으로 불타서 내려앉은 니콜라옙스크 일본영사관 1920년 6월

대한독립군단(大韓獨立軍團)은 한국의 독립운동단체이다.

## 개요
청산리 전투, 봉오동 전투 등의 패배로 일본이 본격적으로 공격을 감행하자, 북로군정서 등 독립군 세력들이 노령(露領) 연해주(沿海州)로 건너가 장기 항일전을 준비하기로 결정하고, 1920년 12월 중·소 국경 부근인 밀산(密山)에서 독립군 세력을 하나로 통합한 연합부대이다.

## 배경
일본의 압력을 이기지 못한 중국 측의 요청에 따라 남북 만주 전 지역, 특히 북간도에 위치한 독립군 부대는 중-소 국경 부근의 밀산 방향으로 이동하여 새로운 항일 전쟁 기지를 건설하게 되었다. 1920년 12월 북로군정서의 주도로 대한독립군, 대한신민회, 구춘선을 단장으로 하는 대한국민회, 혼춘의 대한국민회, 군정부, 의군부 대표, 효성단, 야단 그리고 대한정의군정사는 연해주로 건너가 장기간의 항일전쟁을 벌였다. 준비를 하기로 결심한 그들은 밀산에서 이 단체를 조직했다.
대한독립군단 휘하에 상급부대로 여단을 두고, 그 아래 3개 대대 9개 중대 27개 소대가 편성되어 있었으며, 총병력은 3,500여 명이었다.

## 연합에 참여한 부대(1920.12, 밀산)
1. 북로군정서 (서일, 김좌진)
2. 대한독립군 (홍범도)
3. 서로군정서 (지청천)
4. 대한국민회 (구춘선, 이명순)
5. 대한신민단 (김규면) : 대한독립군단에 합류 못함.
6. 의군부 (이범윤) + 군비단 (의군부 잔여부대, 김홍일)
7. 광복단 (이범윤) : 단장 이범윤은 상징적 인물이었으며, 중부대판(中部大辦)의 직함을 가졌던 김성륜이 단의 실제 책임을 맡았다.
8. 혈성단 (김국초)
9. 군무도독부 (최진동)
10. 야단 (아소래)
11. 대한정의군정사 (이규)
12. 의민단 (방우룡)

## 부대별 자유시 집결(1921.1~3)
| 자유시에 간 부대 |
| ---------------- |

1. 박두희 (북로군정서) : 밀산 → 이만 → 자유시
2. 이동휘 연계 부대 : 밀산 → 이만 → 자유시
3. 지청천 부대 : 밀산 → 이만 → 자유시
4. 홍범도 부대 : 밀산 → 이만 → 자유시
5. 안무 부대 : 밀산 → 이만 → 자유시

| 자유시에 가지 않은 부대 |
| ----------------------- |

1. 김좌진 (북로군정서) : 밀산 → 이만 → 북만주로 회군
2. 기타 부대 (이범석, 김홍일 등) : 밀산에서 철수

## 해체(1921.6)
1921년 6월 자유시참변(흑하사변)이후 대한독립군단은 아래와 같이 여러 부대로 재편되었다.
1. 고려혁명군(오하묵) : 1921.8 이르쿠츠크주 이르쿠츠크 → 적군 제5군으로 부설됨.
2. 대한의용군사회(이용) : 1921.10 연해주 이만시(달네레첸스크) → 적군 특별보병대대로 재편됨
3. 대한독립군단(이범윤, 김좌진) : 1922.8 흑룡강성 동녕현(東寧縣) - 잔존병력 재조직
4. 적기단(최봉설) : 1923.1 연해주 해삼위(블라디보스토크) 신한촌
5. 고려혁명군(김규식) : 1923.5 길림성 연길현(延吉縣)
6. 대한독립군정서(현천묵) : 1924.3 흑룡강성 동빈현(同賓縣)

## 같이 보기
- 니콜라옙스크 사건(1920.2)
- 고려공산당(1921.5)
- 자유시사변(1921.6)
- 고려혁명군(1921.8)